# Urvillea triphylla
Urvillea triphylla là một loài thực vật có hoa trong họ Bồ hòn. Loài này được (Vell.) Radlk. miêu tả khoa học đầu tiên năm 1875.